# Ching Li
Pour les articles homonymes, voir Ching.
Ching Li est une actrice taïwanaise, née le 29 octobre 1945 dans le Shandong et morte le 9 décembre 2017, ayant fait carrière à Hong Kong, essentiellement au sein des studios Shaw Brothers.

## Biographie
Ching Li est la fille de Ching Miao, un acteur chinois réfugié à Taiwan en 1949 et lui-même sous contrat avec la Shaw Brothers à partir de 1963.
Ching Li signe avec la Shaw Brothers en 1963 et devient une star grâce au film My Dream Boat, obtenant son premier rôle principal dans When the Clouds Roll By. Elle joue à la fois dans des mélodrames, des comédies, des films d'action et des wuxiapian, notamment ceux tournés par Chu Yuan à la fin des années 1970.
Elle met fin à sa carrière au début des années 1980.

## Filmographie
- King Cat (1967)
- My Dream Boat (1967)
- The Thundering Sword (1967)
- When the Clouds Roll By (1968)
- Mist Over Dream Lake (1968)
- Twin Blades of Doom (1969)
- Twelve Deadly Coins (1969)
- The Secret of the Dirk (1970)
- Ripples (1970)
- Double Bliss (1970)
- Sunset (1971)
- Mission Impossible (1971)
- Duel aux poings (1971)
- The Anonymous Heroes (1971)
- Four Riders (1972)
- Intrigue in Nylons (1972)
- Le Nouveau Justicier de Shanghaï (en) (Man of Iron) (1972)
- The Deadly Knives (1972)
- Le Justicier de Shanghai (1972)
- Il faut battre le Chinois tant qu'il est chaud (1972)
- Na Cha and the Seven Devils (1973)
- Tales of Larceny (1973)
- Frères de sang (1973)
- The House of 72 Tenants (1973)
- Hong Kong 73 (1974)
- Sorrow of the Gentry (1974)
- Sex, Love and Hate (1974)
- The Big Holdup (1975)
- Lover's Destiny (1975)
- Le Sabre infernal (1976)
- The Forbidden Past (1976)
- Heroes of the Underground (1976)
- La Guerre des clans (1976)
- The Web of Death (1976)
- Judgement of an Assassin (1977)
- Le Poignard volant (1977)
- Swordsman and Enchantress (1978)
- Third Prince Na Cha (1978)
- Heaven Sword and Dragon Sabre II (1978)
- Clan of Amazons (1978)
- Heaven Sword and Dragon Sabre (1978)
- L'Île de la bête (en) (1978)
- Murder Plot (1979)
- The Convict Killer (1980)
- Fight for Glory (1980)
- Disco Bumpkins (1980)
- Haunted Tales (1980)
- Bat Without Wings (1980)
- The Duel of the Century (1981)
- The King of Gambler (1981)
- Shi Dian Yan Luo (1981)
- Sha Jia Shi Wu Nu Ying Hao (1981)
- Sword Stained with Royal Blood (1981)
- Return of the Sentimental Swordsman (en) (1981)
- The Casino (1981)
- The Imperial Sword Killing the Devil (1981)
- The Brave Archer III (1981)
- Bloody Mission (1982)
- Raiders (1982)
- The Stunning Gambling (1982)
- Shaolin and Wu Tang (1983)
- The Roving Swordsman (1983)